# Аракати
Аракати (порт. Aracati) — муниципалитет в Бразилии, входит в штат Сеара. Составная часть мезорегиона Жагуариби. Входит в экономико-статистический микрорегион Литорал-ди-Аракати. Население составляет 68 673 человека на 2006 год. Занимает площадь 1 229,194 км². Плотность населения — 55,9 чел./км².

## История
Город основан в 1842 году.

## Статистика
- Валовой внутренний продукт на 2004 составляет 298 185 000,00 реалов (данные: Бразильский институт географии и статистики).
- Валовой внутренний продукт на душу населения на 2004 составляет 4492,00 реалов (данные: Бразильский институт географии и статистики).
- Индекс развития человеческого потенциала на 2000 составляет 0,672 (данные: Программа развития ООН).

## География
Климат местности: тропический.